# گرانیچار (استان بورگاس)
گرانیچار (به بلغاری: Granichar) یک منطقهٔ مسکونی در بلغارستان است که در استان بورگاس واقع شده‌است.